# Бежантикау
Бажантикау (осет. Бежантыхъæу, груз. ბეჟაანთკარი — Бежаанткари) — село в Закавказье, расположено в Ленингорском районе Южной Осетии, фактически контролирующей село; согласно юрисдикции Грузии — в Ахалгорском муниципалитете.

## География
Село находится на юге Ленингорского района к югу от райцентра Ленингор.

## Население
Село населено этническими грузинами и осетинами. По данным 1959 года в селе жило 94 жителя, в основном грузины. К началу 1990-х годов большинство населения села составили осетины. По данным переписи 2002 года (проведённой властями Грузии, контролировавшей восточную часть Ленингорского/Ахалгорского района на момент проведения переписи), в селе осталось лишь 2 жителя, из которых 1 грузин и 1 осетин.

## История
В период южноосетинского конфликта в 1992—2008 гг. село входило в состав восточной части Ленингорского района РЮО (Ахалгорского района Грузии), находившейся в зоне контроля Грузии. После войны в августе 2008 года село вместе с остальной восточной частью Ахалгорского района перешло под контроль властей РЮО.

## Известные жители и уроженцы
- Галаванова, Нина Андреевна (1915—1994), юго-осетинская писательница и поэт.

## Топографические карты
- Лист карты K-38-65 Ленингори. Масштаб: 1 : 100 000. Издание 1979 г.